# Draugr
Il draug o draugr (in islandese draugur, in danese, svedese e norvegese draugen), al plurale draugar, è una creatura non morta della mitologia norrena. Un'altra maniera per definirlo è aptrgangr (letteralmente "camminatore di nuovo", o "colui che cammina dopo la morte").

## Etimologia
L'originale significato del termine in norreno era fantasma, il che rende draugr singenico con l'antico inglese dréag ("apparizione, fantasma"), il quale a sua volta è all'origine del gaelico dréag o driug ("portento, meteora"). Per contro, le parole "drago" (in norvegese drage) e "draugr" non sono imparentate, sebbene esistano draghi con comportamenti analoghi al draugr nel Beowulf, così come in alcune parti dell'Edda poetica (Fáfnir).
Al giorno d'oggi, il termine draugr viene usato per descrivere ogni tipo di redivivo del folklore nordico (in norvegese per esempio i vampiri vengono chiamati "draugr succhiasangue").

## Caratteristiche

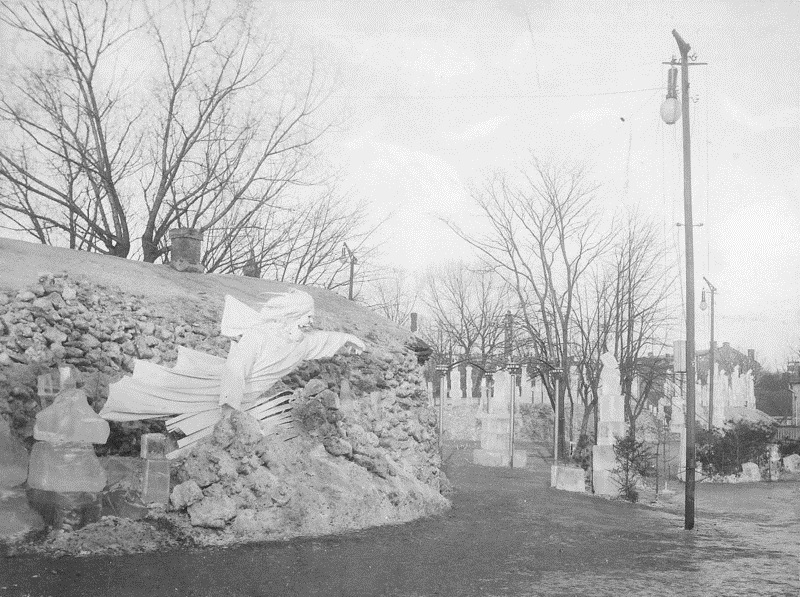
Una scultura del 1890 circa che raffigura un draugr

### Aspetto
Si credeva che i draugar vivessero nelle tombe dei vichinghi morti e ne fossero il corpo; la presenza di un draugr poteva essere mostrata da una grande luce che brillava dal tumulo e che secondo le credenze consisteva in un fuoco che creava una barriera tra la terra dei vivi e quella dei morti.
Queste creature avevano una forza sovrumana, la possibilità di ingrandirsi a piacimento e portavano con sé l'inconfondibile odore della decomposizione; erano altresì conosciute per la loro capacità di alzarsi dalla tomba sotto forma di fili di fumo e "nuotare" attraverso rocce solide.
A seconda del loro aspetto esteriore potevano essere definiti nár-fölr ("pallidi come un cadavere") o tutto il contrario, hel-blár ("neri come la morte"; quest'ultimo colore in realtà consisteva in un blu scuro) o in una tinta marrone che copriva tutto il corpo.

### Poteri
I draugar erano noti per avere numerosi doti magiche (chiamate trollskap) simili a quelle delle streghe e degli stregoni, come l'essere mutaforma, controllare le condizioni atmosferiche e vedere nel futuro. Tra le creature nelle quali potevano tramutarsi vanno citate la foca, un grande toro scorticato, un cavallo grigio con la schiena spezzata e senza orecchie o coda, un gatto che si sarebbe seduto sul petto di un dormiente per poi crescere progressivamente fino a far soffocare la vittima.
Altre abilità erano l'entrare nei sogni dei viventi, maledire le persone (come descritto nella Grettis saga, dove a Grettir viene lanciato un anatema che gli impedisce di diventare più forte) e portare la malattia in un villaggio; va altresì detto che potevano inoltre creare un'oscurità temporanea durante il giorno visto che, sebbene preferissero decisamente l'attività notturna, non sembravano essere vulnerabili alla luce solare come gli altri revenant.
Alcuni arrivavano persino ad essere immuni alle armi, tanto che solamente un eroe aveva il coraggio e la forza necessari per affrontare un nemico così formidabile, che spesso andava combattuto fino a ricacciarlo nella tomba: infatti, sebbene il ferro fosse in grado di ferire un draugr (come succedeva con molte creature soprannaturali) non era sufficiente per fermarlo.

### Comportamento
I draugar lasciavano la propria tomba per visitare i viventi durante la notte, questo tipo di visite erano universalmente considerate eventi orribili che spesso finivano con la morte di qualcuno, il che avrebbe poi giustificato l'esumazione della tomba del draugr da parte di un eroe; il movente delle loro azioni stava principalmente nell'avidità e nell'invidia: la cupidigia li spingeva ad attaccare qualsiasi potenziale profanatore di tombe e l'invidia proveniva dal desiderio di ciò che avevano avuto da vivi, sia beni materiali che immateriali.
Potevano uccidere le proprie vittime in varie maniere: schiacciandole (a causa dell'aumento delle dimensioni il corpo del draugr veniva descritto come estremamente pesante), strappando e divorando loro la pelle, bevendone il sangue o indirettamente, facendoli impazzire. Gli animali che mangiavano nei pressi della tomba di un draugr, venivano portati alla follia a causa dell'influenza della creatura, fino a portarli alla morte, stessa sorte per gli uccelli, che potevano cadere morti passando sopra ad un tumulo.
I draugar non si limitavano a mietere vittime solo tra coloro si avvicinassero alla loro sepoltura: gli spettri erranti decimavano il bestiame facendo correre gli animali fino alla morte sia cavalcandoli che inseguendoli; i pastori, che passavano la notte all'aperto per via del loro mestiere, erano un altro bersaglio.

## Contromisure

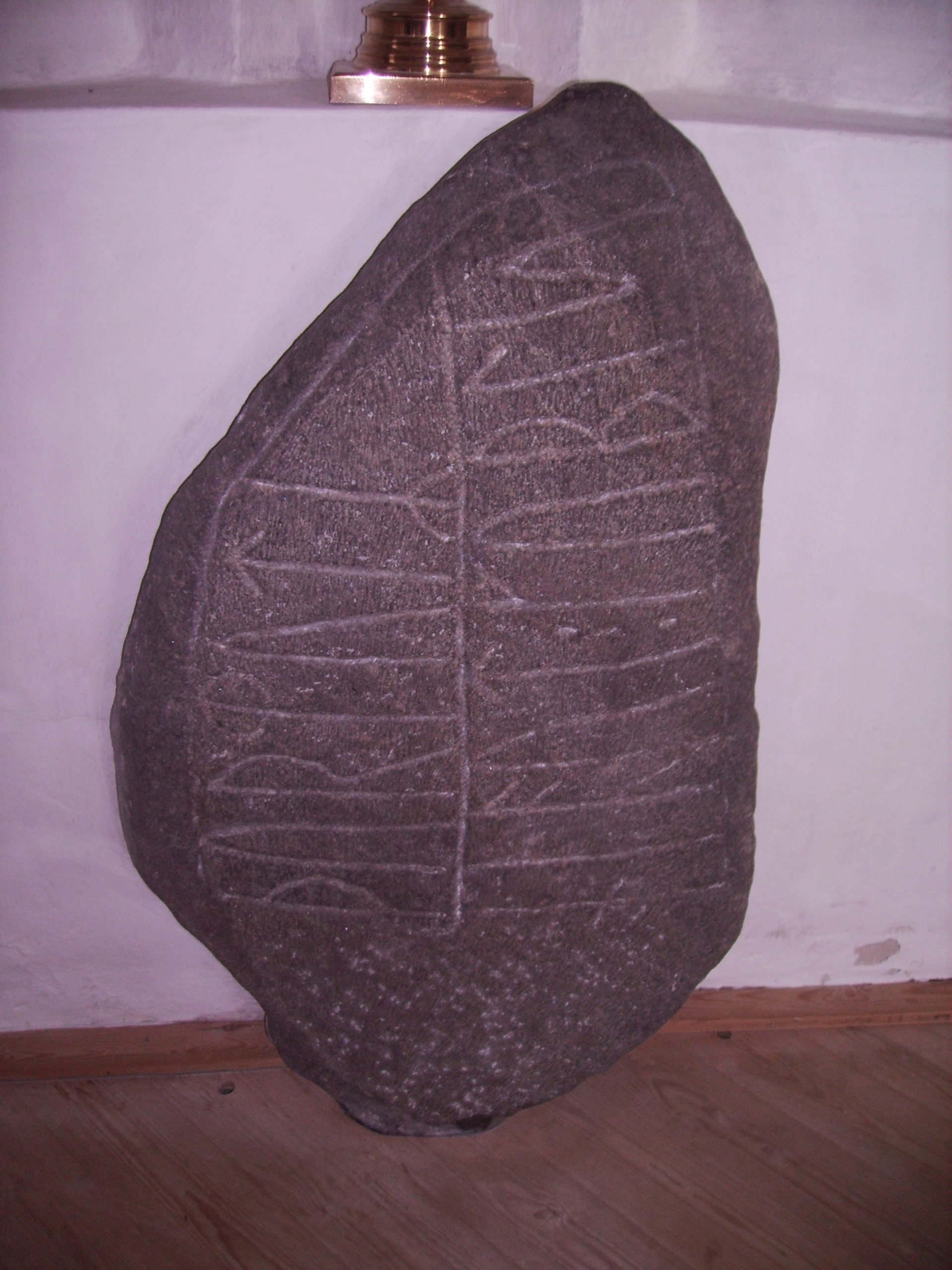
La pietra runica di Nørre Nærå Runestone è ritenuta contenere un incantesimo di protezione per impedire al defunto di lasciare il tumulo su cui era collocata.

Tradizionalmente, un paio di forbici aperte venivano poste sul petto di una persona deceduta di recente e tra o suoi vestiti poteva venire nascosta della paglia o dei ramoscelli. Gli alluci venivano legati assieme e le piante dei piedi venivano infilzate da aghi, in maniera tale da trattenere il morto dal poter camminare. La tradizione diceva anche che la bara doveva venire alzata ed abbassata in tre direzioni differenti da quando veniva trasportata dalla casa, così da confondere un eventuale senso dell'orientamento del draugr.
Il sistema più efficiente per prevenire il ritorno del morto era l'uso di una porta speciale, attraverso la quale il cadavere veniva introdotto, circondato dalla gente, affinché non potesse vedere dove stava andando; la porta veniva poi murata. Si è ipotizzato che questa credenza abbia avuto origine in Danimarca, per poi diffondersi in tutta l'area nordica, essa si fondava sull'idea che il morto potesse uscire solamente da dove era entrato.
Rimedi più drastici, utilizzati nel momenti in cui il draugr diveniva una minaccia, consistevano invece nel tagliarne la testa, bruciarne il corpo e buttare le ceneri in mare; in parole povere l'importante era di essere assolutamente sicuri che fosse morto sul serio.
Da segnalare un metodo curioso, citato nell'Eyrbyggja saga, dove i draugar che infestavano una casa vennero scacciati tenendo una specie di processo: una ad una le creature vennero convocate e giudicate per poi esserere mandate fuori dall'abitazione, che venne poi purificata con acqua santa in maniera tale che non tornassero.

## Draugar marini

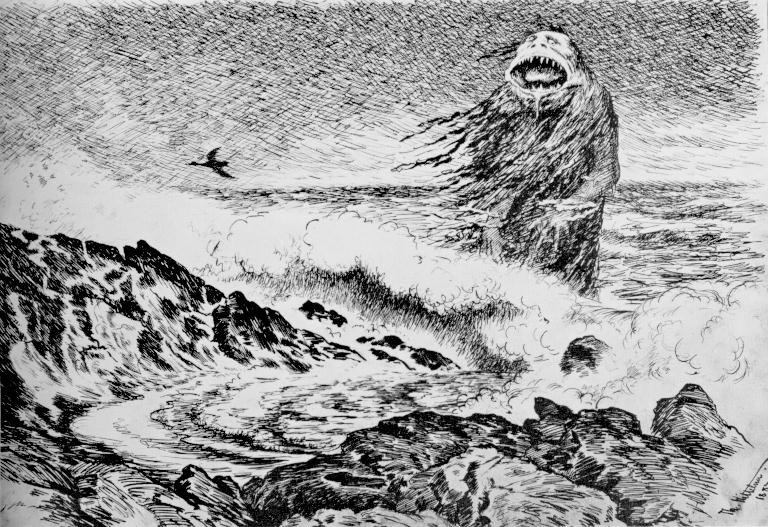
Un dipinto di Theodor Kittelsen del 1887 che raffigura un draugar marino (Sjøtrollet)

Il collegamento tra draugr e mare può essere fatto risalire agli scrittori Jonas Lie e Regine Nordmann, così come ai dipinti di Theodor Kittelsen, che passò alcuni anni a Svolvær.
Nel folklore più recente i draugar vengono spesso identificati con gli spiriti dei marinai annegati in mare e descritti avente fattezze umane, eccetto che per la testa, composta interamente di alghe. In altri racconti, il draugr viene descritto come un pescatore senza testa, vestito con una cerata e che naviga in una nave a metà; questa caratteristica è comune nella parte più settentrionale della Norvegia, dove la vita e la cultura sono basate sulla pesca.
Una leggenda proveniente da Trøndelag narra di come un cadavere che giaceva sulla spiaggia divenne l'oggetto di una disputa tra due tipi di draugr; una fonte simile narra addirittura di un terzo tipo di draugr, il gleip, conosciuto per agganciarsi ai marinai che camminavano a riva e per farli scivolare sulle rocce umide.

## Creature simili
Una variante del draugr è l'haugbui (dal norreno haugr "tumulo") un abitante dei tumuli, la differenza notevole tra i due sta nel fatto che l'haugbui non era capace di abbandonare la sua sepoltura ed attaccava solamente chi si introduceva nel suo territorio.